# Shawn Bradley
Shawn Paul Bradley (Landstuhl, Njemačka, 22. ožujka 1972.) umirovljeni je američko-njemački profesionalni košarkaš. Igrao je na poziciji centra, a izabran je u 1. krugu (2. ukupno) NBA drafta 1993. od strane Philadelphia 76ersa.

## NBA karijera
Izabran je kao drugi izbor NBA drafta 1993. od strane Philadelphia 76ersa. U prvim sezonama u dresu 76ersa, Bradley se razvio u sjajnog blokera, prosječno postižući 3.5 blokada po utakmici. S ograničenim mogućnostima u napadu, Bradley nije bio vrstan strijelac iako je imao solidan šut s poluodstojanja. 30. studenog 1995., Bradley je mijenjan u New Jersey Netse, ali nakon samo dvije sezone ponovno mijenja klub i odlazi u redove Dallas Mavericksa. U Mavericksima je proveo osam sezona i s pozicije centra ostvarivao solidne učinke. Nakon nekoliko sezona, Bradley je razvio probleme s koljenima te je ubrzo nakon dovođenja Ericka Dampiera preselio na klupu. Nakon završetka sezone 2004./05. Bradley se umirovio od profesionalne košarke. Tijekom cijele karijere, iako izrazito visok, Bradley nije opravdao očekivanja. Po tjelesnoj građi vrlo mršav, nije se mogao nositi s fizički jačim i snažnijim igračima te nije imao dovoljno agresivan pristup obrani.  

## Reprezentacija
Bradley je, unatoč svom dvojnom državljanstvu, odlučio nastupati za njemačku reprezentaciju. Bradley i njegov tadašnji suigrač iz Dallasa, Dirk Nowitzki, odveli su momčad do četvrtog mjesta na Europskom prvenstvu u Turskoj 2001. godine.

## NBA statistika

### Regularni dio
| Godina    | Klub         | Odig. uta. | Uta. poč. | Min. | 2P%  | 3P%  | Sl. bac.% | Skok. | Asist. | Ukr. lop. | Blok. | Poena |
| --------- | ------------ | ---------- | --------- | ---- | ---- | ---- | --------- | ----- | ------ | --------- | ----- | ----- |
| 1993./94. | Philadelphia | 49         | 45        | 28.3 | .409 | .000 | .607      | 6.2   | 2.0    | 0.9       | 3.0   | 10.3  |
| 1994./95. | Philadelphia | 82         | 59        | 28.8 | .455 | .000 | .638      | 8.0   | 0.6    | 0.7       | 3.3   | 9.5   |
| 1995./96. | Philadelphia | 12         | 11        | 27.8 | .443 | .000 | .760      | 8.8   | 0.7    | 0.7       | 3.2   | 8.8   |
| 1995./96. | New Jersey   | 67         | 57        | 29.8 | .443 | .250 | .679      | 7.9   | 0.8    | 0.6       | 3.7   | 12.5  |
| 1996./97. | New Jersey   | 40         | 38        | 30.7 | .436 | .000 | .664      | 8.1   | 0.5    | 0.6       | 4.0   | 12.0  |
| 1996./97. | Dallas       | 33         | 32        | 32.1 | .461 | .000 | .642      | 8.7   | 1.0    | 0.5       | 2.7   | 14.6  |
| 1997./98. | Dallas       | 64         | 46        | 28.5 | .422 | .333 | .722      | 8.1   | 0.9    | 0.8       | 3.3   | 11.4  |
| 1998./99. | Dallas       | 49         | 33        | 26.4 | .480 | .000 | .748      | 8.0   | 0.8    | 0.7       | 3.2   | 8.6   |
| 1999./00. | Dallas       | 77         | 54        | 24.7 | .479 | .200 | .765      | 6.5   | 0.8    | 0.9       | 2.5   | 8.4   |
| 2000./01. | Dallas       | 82         | 35        | 24.4 | .490 | .167 | .787      | 7.4   | 0.5    | 0.4       | 2.8   | 7.1   |
| 2001./02. | Dallas       | 53         | 16        | 14.3 | .479 | .000 | .922      | 3.3   | 0.4    | 0.5       | 1.2   | 4.1   |
| 2002./03. | Dallas       | 81         | 39        | 21.4 | .536 | .000 | .806      | 5.9   | 0.7    | 0.8       | 2.1   | 6.7   |
| 2003./04. | Dallas       | 66         | 5         | 11.7 | .473 | .000 | .837      | 2.6   | 0.3    | 0.5       | 1.1   | 3.3   |
| 2004./05. | Dallas       | 77         | 14        | 11.5 | .452 | .000 | .683      | 2.8   | 0.2    | 0.3       | 0.8   | 2.7   |
| Ukupno    |              | 832        | 484       | 23.5 | .457 | .103 | .716      | 6.3   | 0.7    | 0.6       | 2.5   | 8.1   |

### Doigravanje
| Godina    | Klub   | Odig. uta. | Uta. poč. | Min. | 2P%  | 3P%  | Sl. bac.% | Skok. | Asist. | Ukr. lop. | Blok. | Poena |
| --------- | ------ | ---------- | --------- | ---- | ---- | ---- | --------- | ----- | ------ | --------- | ----- | ----- |
| 2000./01. | Dallas | 10         |           | 25.6 | .529 | .000 | .769      | 7.1   | 0.5    | 0.8       | 3.0   | 6.4   |
| 2001./02. | Dallas | 7          |           | 3.6  | .500 | .000 | .000      | 0.7   | 0.0    | 0.0       | 0.1   | 0.9   |
| 2002./03. | Dallas | 17         |           | 14.5 | .400 | .000 | .750      | 3.8   | 0.3    | 0.6       | 0.8   | 2.9   |
| 2003./04. | Dallas | 2          |           | 1.5  | .000 | .000 | .000      | 0.0   | 0.0    | 0.0       | 0.0   | 0.0   |
| 2004./05. | Dallas | 7          |           | 3.9  | .667 | .000 | .500      | 0.9   | 0.0    | 0.0       | 0.3   | 1.3   |
| Ukupno    |        | 43         | 17        | 13.0 | .478 | .000 | .741      | 3.4   | 0.2    | 0.7       | 1.1   | 3.0   |

## Vanjske poveznice
- Profil na NBA.com
- Profil  Arhivirana inačica izvorne stranice od 5. ožujka 2010. (Wayback Machine) na Basketball-Reference.com